# Le Poulet
Le Poulet é um filme de drama em curta-metragem francês de 1965 dirigido e escrito por Claude Berri e Charles Nastat. Venceu o Oscar de melhor curta-metragem em live action na edição de 1966.

## Elenco
- Jacques Marin
- Viviane Bourdonneux
- Martin Serre